# Condado de Franklin (Ohio)
O Condado de Franklin (em inglês:  Franklin County) é um dos 88 condados do estado americano de Ohio. A sede e cidade mais populosa do condado é Columbus. Foi fundado em 1803 e nomeado em homenagem a Benjamin Franklin, um dos pais da independência americana.
Com mais de 1,3 milhão de habitantes, de acordo com o censo nacional de 2020, é o condado mais populoso do estado e o 31º mais populoso do país. É também o segundo mais densamente povoado do estado. Pouco mais de 11% da população total de Ohio vive no Condado de Franklin.

## Geografia
De acordo com o Departamento do Censo dos Estados Unidos, o condado possui uma área de 1 408 km², dos quais 1 378,9 km² estão cobertos por terra e 29 km² (2,1%) por água.

## Demografia
Desde 1900, o crescimento populacional médio do condado, a cada dez anos, é de 19,5%.

### Censo 2020
Segundo o censo nacional de 2020, o condado possui uma população de 1 323 807 habitantes e uma densidade populacional de 960,0 hab/km². Seu crescimento populacional na última década foi de 13,8%, bem acima da média estadual de 2,3%. É o condado mais populoso de Ohio e o 31º mais populoso dos Estados Unidos. É também o segundo mais densamente povoado do estado.
Possui 580 903 residências que resulta em uma densidade de 421,3 residências/km² e um aumento de 10,2% em relação ao censo anterior. Deste total, 7,0% das unidades habitacionais estão desocupadas. A média de ocupação é de 2,3 pessoas por residência.

### Censo 2000
Segundo o censo americano de 2000, o Condado de Franklin possui 1 068 978 habitantes, 438 778 residências e 263 765 famílias. A densidade populacional do condado é de 765 hab/km².  Existem no condado 471 016 residências ocupadas, que resultam em uma densidade de 337 residências/km². 75,48% da população do condado são brancos, 17,89% são afro-americanos, 3,07% são asiáticos, 0,27% são nativos americanos, 0,04% são nativos polinésios, 1,03% são de outras raças e 2,23% são descendentes de duas ou mais raças. 2,27% da população do condado são hispânicos de qualquer raça.
Existem no condado 471 016 residências ocupadas, dos quais 30,4% abrigam pessoas com menos de 18 anos de idade, 43% abrigam um casal, 13% são famílias com uma mulher sem marido presente como chefe de família, e 39,9% não são famílias. 30,9% de todas as residências ocupadas são habitadas por apenas uma pessoa, e 7,4% das residências ocupadas no condado são habitadas por uma única pessoa com 65 anos ou mais de idade. Em média, cada residência ocupada possui 2,39 pessoas e cada família é composta por 3,03 membros.
25,1% da população do condado possui menos de 18 anos de idade, 11,7% possuem entre 18 e 24 anos de idade, 33,3% possuem entre 25 e 44 anos de idade, 20,1% possuem entre 45 e 64 anos de idade, e 9,8% possuem 65 anos de idade ou mais. A idade média do condado é de 33 anos. Para cada 100 pessoas do sexo feminino existem 94,5 pessoas do sexo masculino. Para cada 100 pessoas do sexo feminino com 18 anos ou mais de idade existem 91,5 pessoas do sexo masculino.
A renda média anual de uma residência ocupada é de 42 734 dólares, e a renda média anual de uma família é de 53 905 dólares. Pessoas do sexo masculino possuem uma renda média anual de 37 672 dólares e pessoas do sexo feminino, 29 856 dólares. A renda per capita do condado é de 23 059 dólares. 11,6% da população do condado e 8,2% das famílias do condado vivem abaixo da linha de pobreza. 14,2% das pessoas com 17 anos ou menos de idade e 8,6% das pessoas com 65 anos ou mais de idade estão vivendo abaixo da linha de pobreza.